# Iveco Stralis

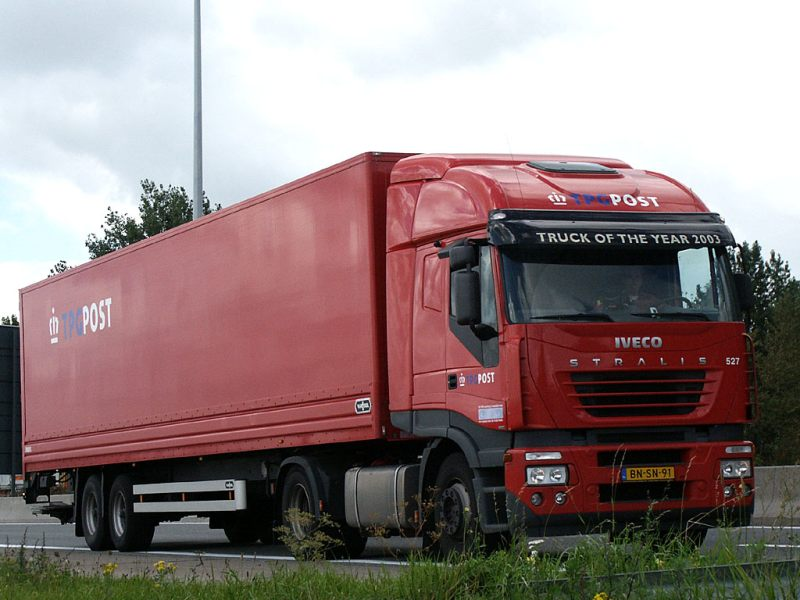
Iveco Stralis.

Iveco Stralis es un modelo de camión producido por Iveco a partir de 2002 para sustituir el modelo Eurostar y el Eurotech. En 2003 fue premiado como el "camión internacional del año". La gama Stralis se produce en las plantas de Iveco de España (Planta de Madrid), Alemania, Brasil, Argentina, Australia y China. Al modelo Stralis 1976 se le practicaron algunas modificaciones en el diseño del motor y en la cabina.

## Gama
La gama Stralis cuenta con tres series:
- Active Day: cabina corta con motores de 7.790cc, 6 cilindros en línea y potencias de 273, 310, 352 y con motores de 10.308cc de 400 y 428 cv. Versión diseñada para trabajos de transporte de corta distancia.

- Active Time: cabina larga con techo normal o sobreelevado con motores de 7.790 y 10.308 cc con las potencias anteriormente mencionadas y un motor de 12.882 cc que desarrolla 483cv. Destinada a trabajos de transporte regional y nacional que requieran pernoctar ocasionalmente en el vehículo.

- Active Space: cabina larga con techo alto con motores de 10.308 cc con potencias de 400 y 428 cv y el más grande con 12.882 cc con 483 y 540 cv. Destinada al transporte de larga distancia con uno o dos tripulantes, para rutas nacionales e internacionales de varios días de duración.

La gama Stralis cuenta con una subgama destinada a obras y construcción, bautizada como Trakker, disponible en tractoras y rígidos de dos a cuatro ejes y con motores de Stralis:
- Sus potencias son de 273, 310, 330, 352, 410, 440 y 483 cv. En 2007, con la remodelación de la gama, las potencias son ahora de 310, 330, 360, 410, 450 y 500 cv. En 2007 la gama Stralis, Trakker y Eurocargo son remodeladas estéticamente e interiormente, pues con la entrada en vigor de la normativa Euro 5 tuvieron que modificar los motores, con el sistema SCR (con el aditivo AdBlue). Los Stralis y Trakker tenían ahora el motor de 8 litros con 310, 330 y 360 cv frente a los 310 y 352 cv, el motor de 10 litros con 420 y 450 cv contra los 400 y 428 cv anteriores y el de 13 litros con 500 y 560 cv frente a los 483 y 540 cv que rendían los motores Euro 3.
En 2011 Iveco creó una segunda versión más ecológica del Stralis, bautizado como Ecostralis. Dicho camión equipa el motor Cursor 10 de 10.308 cc y potencias de 420 y 460 cv, y el Cursor 13 de 500 cv modificados para cumplir con la exigente normativa Euro 6.

## Edición limitada
En 2016 se lanzó una edición limitada en conmemoración a los 70 años de la fundación de la marca Pegaso, que fue posteriormente absorbida por Iveco. Los cambios son puramente estéticos sin novedades mecánicas. Su carrocería pasó a estar pintada en la parte delantera central de negro, con los laterales en azul o blanco y un amplio logotipo del caballo saltando en la parte trasera de la cabina. Se fabricaron 70 unidades en cada color, destinadas al mercado español.